# Kolonoskopija
Kólonoskopíja, tudi kóloloskopija, je pregled debelega črevesa – lahko tudi končnega dela tankega črevesa (vitega črevesa) – s kolonoskopom. Kolonoskop je podaljšan upogljivi endoskop. Kolonoskop omogoča prenos slike črevesne notranjosti na zaslon, kar zdravniku omogoča pregled sluznice debelega črevesa, vključno z danko. Kolonoskopija je najpomembnejša in najzanesljivejša diagnostična metoda za odkrivanje bolezenskih sprememb na debelem črevesu. Omogoča vizualno diagnosticiranje razjed ali polipov sluznice debelega črevesa, s pomočjo kolonoskopa pa lahko zdravnik tudi odvzame vzorec za biopsijo oziroma odstrani sumljive lezije. S kolonoskopom lahko odstranijo tudi polipe, majhne en milimeter ali manj. Po odstranitvi polipa se lahko z mikroskopsko metodo ugotovi, ali je tkivo rakavo oziroma predrakavo.
Kolonoskopija je podobna preiskava kot sigmoidoskopija, razlika je le v predelu debelega črevesa, ki se preiskuje. Kolonoskopija omogoča pregled celotnega debelega črevesa (v dolžini 1200 do 1500 mm), sigmoidoskopija pa le preiskavo končnega dela debelega črevesa (okoli 600 mm) – za ugotavljanje morebitnega raka debelega črevesa je namreč pomembno zlasti pregledati distalni del debelega črevesa. Sigmoidoskopija, skupaj s testom ugotavljanja okultne krvi v blatu, se pogosto uporablja kot presejalna metoda in ob pozitivnem rezultatu lahko nato sledi še kolonoskopija.

## Varnost
Kolonoskopija je običajno varna preiskava. Pri okoli 1 na 200 posameznikov, pri katerih opravijo kolonoskopijo, pride do hudih zapletov. Do predrtja črevesa pride pri okoli 1 na 2.000 preiskav. Večje tveganje za predrtje črevesa je zlasti pri starejših bolnikih s številnimi divertikli. Do krvavitve pride pri okoli 2,6 na 1.000 preiskav. Za pojav prehodne krvavitve ali predrtja črevesa je tveganje večje, če je med kolonoskopijo potrebna odstranitev polipov (polipektomija), vendar je verjetnost za te zaplete še vedno majhna. Do smrti  pri okoli 3 na 100.000 preiskav.
Če pacient po posegu odvaja svežo kri ali občuti hude krčevite bolečine v trebuhu, mora nemudoma poiskati zdravniško pomoč.